# قصو البصر الشيخوخي
قُصُوُّ البَصَرِ الشَّيخُوُخِيّ أو القَدَع أو مد البصر أو الطَّرَح (بالإنجليزية: Presbyopia) هي الحالة التي تصيب العين عندما تتقلص مدى رؤية الأجسام القريبة مع تقدم العمر. اليات هذه الحالة غير معروفة بشكل دقيق، إلا أن الأبحاث تؤيد بقوة فقدان مرونة العدسة البلورية، رغم التغيرات في انحناء العدسة بفعل النمو المستمر وفقدان قوة العضلات الهدبية (العضلات التي تثبت وتصوب العدسة) كما هو مفروض في هذه الحالة. فعلى غرار الشيب والتجاعيد، قصر البصر الشيخوخي هو أحد الأعراض الناجمة عن المسار الطبيعي للشيخوخة. البوادر الأولى لقصو البصر الشيخوخي—إجهاد العين، وصعوبة في الرؤية في الضوء الخافت ومشاكل التركيز على الأشياء الصغيرة أو النص الصغير—وعادة ما تلاحظ أولا عند الذين تتراوح أعمارهم بين 40 و 50. فقدرة التركيز على الأجسام القريبة تنخفض في جميع مراحل الحياة، من تكيف (العين) لمحوالي 20 ديوبيتر (القدرة على التركيز في 50 ملم بعيدا)عند الأطفال، و 10 ديوبيتر عند الذين تتراوح اعمارهم 25 (100 ملم)، والمستويات الأخرى 0.5 إلى 1 ديوبيتر عند سن 60 (القدرة على التركيز اقل من 1-2 متر فقط).
الحد الأقصى المتوقع ومدى الحد الأدنى من الإقامة للمريض المصحح من سن معينة يمكن تحديدها باستخدام صيغ هوفستر: المدى المتوقع (د)== 18.5-0.3 ×(العمر بالسنوات)، الحد الأقصى للسعة (د)=25- 0.4 ×(العمر بالسنوات)، الحد الأدنى (د) == 15 – 0.25 x (العمر بالسنوات).
وتأتي تسمية قصو البصر الشيخوخي من الكلمة اليونانية سابقة بمعنى الشَّيْخُوْخَة (πρέσβυς) والتي تعني «الرجل العجوز» أو «الكبير بالسن» واللاحقة opia تعني «قصر البصر»، ما عرف عند الناس في المعاجم الطبية «العيون الهرمة».

## الأعراض
العوارض الأولى هي أن معظم الناس يجدون صعوبة في القراءة إشعار النص الصغير، وخاصة في ظروف الإضاءة الخافتة، إجهاد العين عند القراءة لفترات طويلة، وطمس مؤقت للرؤية القريبة أو عدم وضوح الرؤية عند الانتقال بين مسافات المشاهدة. ان المصابين بقُصُوِّ البَصَرِ الشَّيخوخِيّ يشكون كثيرا من قلة حيلتهم «قصيرة جدا» عند القراءة من مسافات مريحة.
أعراض قصو البصر، كما عيوب التركيز الأخرى، الا انها تصبح اقل بكثير بشكل ملحوظ في ضوء الشمس نظرا لصغر قطر القزحية. كما هو الحال مع أي عدسة، فان زيادة عدد البؤرة للعدسة يزيد من عمق الحقل عن طريق خفض مستوى طمس الأشياء الخارجة عن التركيز (مقارنة تأثير فتحة العدسة على عمق الحقل في التصوير).
لقد تم ايجاد مساعي للتصحيحات الأولية لعملية قصو الشيخوخة بين هؤلاء الممتهنين بعض المهن وذوي الحدقة الانتصافية. وعلى وجه الخصوص، المزارعين وربات البيوت هولاء قد تتم هذه العملية أهم في وقت لاحق اما العاملين في مجال الخدمات وعمال البناء فلابد ان يتم التصحيح لديهم بشكل اسرع.

## الية التركيز لدى العين
المقالة الرئيسية: تكيف (العين)
في البصريات، تسمى اقرب نقطة يمكن للعين التقاطها نقطة العين القريبة ومن المفروض عادة ان يكون معيار المسافة القلايبة للنقطة 25 سم في تصميم الأجهزة البصرية، وفي الوصف البصري مثل العدسات المكبرة.
ومن دون تصحيح، النقطة القريبة تكون عند 3 انش (7 سم) عند سن 10، و 6 انش (16 سم) عند سن40، و 39 انش (1 متر) عند سن 60. ونتيجة لذلك، عند سن 60 لابد من استخدام العدسات التصحيحية لقراءة الكتب أو المجالات لمسافة مريحة.
هناك بعض الخلط في المقالات والكتب المدرسية حول الية التركيز لدى العين. ففي الكتب الكلاسيكية، " العين والدماغ عن طريق غريغوري، على سبيل المثال، يقول ان العدسة معلقة بواسطة غشاء، الا وهو " النطيقة " والذي يحفظها من الضغط. حيث يتم تخفيف الضغط من خلال تقلص العضلات الهدبية، للسماح للعدسة بان تصبح أكثر استدارة من اجل رؤية اوضح. وهذا يعني أن العضلة الهدبية، والتي تقع خارج النطيقة يجب ان تكون محيطية، منقبضة مثل العضلة العاصرة، لكي تضعف من حدة التوتر والضغط من على النطيقة المنقيضة خارج العدسة. ويتفق هذا مع حقيقة أن عيوننا قد تبدو أكثر استرخاء عندما تركز على اللانهاية، وهذا يفسر أيضا لماذا لا يوجد ذلك المجال لشخص قصير النظر ليتمكن من الرؤية لمكان ابعد. فالعديد من النصوص، على الرغم من وصفها 'العضلات الهدبية (والتي يبدو من المرجح أن يكون مجرد أربطة مرنة وليس تحت أي شكل من أشكال التحكم العصبي) كسحب العدسة المضغوطة من اجل التركيز على مسافة قريبة وهذا يتعارض مع الإدراك السليم للتأثير العميق والانقسام السيتوبلازمي لصمام العدسة المركزي (زيادة قوتها) والتسطح المحيطي.

### التفاعل مع قصر النظر
الكثير من الناس المصابون بالحسر (قصر النظر) يستطيعون القراءة بشكل مريح دون استعمال النظارات أو العدسات اللاصقة حتى بعد سن 40. ومع ذلك، فقصر البصر لا يختفي وتبقى التحديات البصرية لمسافات طويلة. وينصح المصاب بقصر البصر إجراء عملية جراحية لتصحيح النظر والتي قد لا يكون لها وضع مؤات بعد سن 40، عندما تصبح العيون مصابة بقصُوِّ البَصَرِ الشَّيخوخِيّ وتفقد قدرتها على التكيف أو ويتغير التركيز عندها يجب استعمال النظارات من اجل القراءة. يجد المصاب بحسر النظر اللابؤري الرؤية من القريب أفضل، حتى وان لم تكن مثالية، بدون النظارات أو العدسات اللاصقة عندما يستقر عند قصو البصر الشيخوخي، ولكن ان تطور المرض قد يتدهور من دون تصحيح للرؤية القريبة.
وهناك تقنية جراحية قدمت لإنشاء «قراءة العين»، و«مساحة رؤية العين»، وهي تقنية تستخدم عادة في اختباراتالعدسات اللاصقة، والمعروفة باسم أحادية الرؤية. ويمكن إنشاء هذه الاحادية أيضا مع العدسات اللاصقة أو مع النظارات حيث ان المرشحين لهذا الإجراء يمكن ان يحدد ما إذا كانوا مستعدين لاعادة تشكيل القرنيات لهم عن طريق الجراحة للتسبب بهذا التأثير بشكل دائم.

## العلاج
لقد أحرز تقدم لعلاج قصو البصر الشيخوخي بشكل ملحوظ في السنوات الأخيرة، وذلك بفضل اتساع عملية فحص النظر وكذلك من خلال وصفة طبية لتصويب النظر.

### العدسات التصحيحية
ان ارتفاع متوسط العمر لسكان الولايات المتحدة واطالة العمر الافتراضي المتوقع في الولايات المتحدة قد اعطى زيادة في الجزء كامل لصناعة الأجهزة الطبية المخصصة لاحتياجات هؤلاء الذيت تزيد اعمارهم عن 40. ويتجلى ذلك أكثر في توافر اوسع وغير مكلف للنظارات المصنعة للقراءة مع وجود نظارات طبية والتي تغطي سلسلة واسعة من مستويات التكبير. والإضافة لتوافر «محلات البصريات» في المراكز التجارية ومراكز التسوق والتي توفر المضي في مجال الرعاية البصرية والتحول السريع لإعداد النظارات، والكثير من بائعي الكتب ومعظم المتاجر الحتوية على اقسام خاصة بالصيدلة تحتوي على مجموعات مفرطة من النظارات مع مجموعة واسعة من العدسات والتي تعطي مساحة واسعة من تصحيح الرؤية والتي يصل بعضها إلى ما يزيد عن + 3.0 ديوبيتر. ويوفر الإنترنت أيضا لاولئك الذين يسعون للحصول على مساحات أعلى للرؤية من عدسات التكبير من خلال المواقع التي تبيع نظارات القارءة من + 4.0 ديوبيتر أو أعلى من ذلك. بعض المصابين بقصو البصر الشيخوخي يختارون العدسات ثنائية البؤرة للقضاء على الحاجة لزوج منفصل من نظارات القراءة. في حين أن الاستعدادات المتخصصة للعدسة ثنائية البؤرة عادة ما تتطلب خدمات طبيبي العيون، وبعض الأماكن والمواقع التي تبيع نظارات القراءة تبيع أيضا النظارات ثنائية العدسات (غالبا ما تكون محايدة العدسة مع عدسة تكبير مثبتة مكان العدسة ثنائية البؤرة التقليدية).
كما تم استخدام العدسات اللاصقة لتصحيح فقدان التركيز والذي يترافق مع قصو البصر الشيخوخي. يختار بعض الناس العدسات اللاصقة لتصحيح عين واحدة بالنسبة للاشياء القريبة والعين الأخرى تصحح على أساس الأشياء البعيدة مع طريقة تسمى أحادية الرؤية، والتي يمكن ان تتداخل مع عمق الإدراك بسبب فقدان القدرة على التركيز في العين الأخرى. وهناك أيضا احدث العدسات اللاصقة ثنائية البؤرة أو متعددة البؤر لتصحيح الرؤية للقريب والبعيد على حد سواء من خلال العدسة نفسها.

### الممارسات
جدليا، وصفت ممارسات العين كوسيلة لتأخير ظهور قصو البصر الشيخوخي، ولكن لم يتم تثبت فعاليتها في البحوث الطبية.

### الجراحة
ان الإجراءات الجراحية الجديدة قد توفر حلا لاولئك الذين لا يريدون وضع النظارات أو العدسات اللاصقة، بما في ذلك رزع العدسات المتكيفة داخل المقلة (IOLs). فلم يتم توسيع النطاق الصلب، والذي يزيد المسافة بين الجسم الهدبي والعدسة من اجل تقديم النتائج التي يمكن التنبؤ بها أو إذا كان يتمشى في علاج قصر النظر الشيخوخي.
و انتراكتر  موافق عليه حاليا في أوروبا من اجل معالجة كلتا العينين (تدوير القرنيات من خلال العدسات متعددة البؤر وبذلك يتم الاستغناء عن نظارات القراءة).
العلاجات الجراحية التي تعيد تشكيل القرنية، مثل ليزك والقرنية التوصيلية، يجب أن تؤخذ بعين الاعتبار، لكن بعض استخدامات نظارات القراءة ستبقى مادام هناك ضوء خافت أو عند القراءة لفترات طويلة من الزمن، هذه الإجراءات لا تفعل شيئا لتدهور العدسات البلورية.
وثمة خيار آخر العلاج لتصحيح قصو البصر الشيخوخي لدى المرضى المصابين بسواء البصر وكذلك عند المرضى الذين يعانون من طول النظر، وقصر النظر اللابؤري من خلال الليزر مدمج الرؤية. يستخدم هذا الإجراء جراحة الليزر لتصحيح العيوب الانكسارية في منطقة العين المسيطرة أساسا على الرؤية عن بعد والعين الغير قادرة أساسا عل الرؤية القريبة، في حين أن عمق المجال (أي مدى المسافات في الصورة المركز عليها) يتزايد في كل عين.
ونتيجة لزيادة عمق المجال، فالدماغ يدمج صورتين، وينشأ مزيجا من المناطق، أي المنطقة التي تركز عليها كلتا العينين. وهذا ما يسمح للمريض برؤية قريبة ومتوسطة حتى بدون النظارة.

## وصلات خارجية
- Presbyopia
- Vision Over 40
- Presbyopia at MedLinePlus Medical Encyclopedia
- Binocular Presbyopia Diagnosis with Dynamic Stimulation Aberrometry نسخة محفوظة 23 يناير 2009 على موقع واي باك مشين.
- Ray Gottlieb, O.D., Ph.D. "Presbyopia Reduction" (PDF). مؤرشف من الأصل (PDF) في 2019-11-26. اطلع عليه بتاريخ 2009-07-05.{{استشهاد ويب}}:  صيانة الاستشهاد: أسماء متعددة: قائمة المؤلفين (link)—Chart with exercise proposed to reverse presbyopia.